# Nihal Martlı
 (janvier 2023).
Nihal Martli (Nihâl Martlı), née le 29 avril 1982 à Kars (Turquie), est une peintre turque vivant et travaillant actuellement en France.

## Biographie
Elle est née dans l'extrême est de la Turquie, aux confins de la Géorgie. Elle suit des études à l’université Hacettepe d'Ankara et à l'école supérieure d'art d'Aix-en-Provence.

## Production artistique
Ses peintures sont nettement marquées par sa culture française. La plupart de ses œuvres représentent des femmes seules, dans des attitudes quotidiennes comme la toilette ou le ménage, souvent semblant flotter dans une pièce d'un logement. Dans certains tableaux (par exemple : Salle de bain), on devine l'influence de Frida Kahlo.

## Expositions individuelles
- 2005 Galerie Helikon (Ankara)
- 2006 Sodade, C.A.M. Galerie (Istanbul, Turquie)
- 2008 Persona, C.A.M. galeri (Istanbul)

## Expositions collectives
- 2003 Je suis très triste de devoir te tuer, Proje 4L (Istanbul)
- 2003 La psychologie et l’art, faculté de langue, d’histoire et de géographie (Ankara)
- 2004 4e exposition d’échange culturel entre la Turquie et la Corée (Incheon, Corée du Sud)
- 2004 Exposition de la jeunesse, musée de peinture et de sculpture (Ankara)
- 2004 ÉCUME, 5e rencontres des écoles d’art de Méditerranée (Gênes, Italie)
- 2004 Dans ce cas, banque de Ziraat (Ankara)
- 2005 Le mystère, le temps - art de Turquie et de Corée, centre d’art contemporain de Çankaya (Ankara)
- 2006 C.A.M. galerie (Istanbul)
- 2007 Avant-premières, C.A.M. Galerie (Istanbul)
- 2008 À Suivre III, BBB (Toulouse)[2]
- 2008 Istanbul Art Affairs, galerie Hübner+Hübner (Francfort, Allemagne)
- 2008 Lineart, art fair (Gand, Belgique)
- 2009 C.A.M. galerie (Istanbul)[3]
- 2009 20 ans... c'est une fête ! Musée Estrine, Saint-Rémy-de-Provence[4]
- 2010 Istanbul Contemporary, Foire internationale d'art contemporain, Istanbul[5]